# George Fern
George Edward Fern (10 tháng 2 năm 1874 – 19 tháng 5 năm 1955), thỉnh thoảng phát âm Ferne, là một cầu thủ bóng đá người Anh có 24 lần ra sân ở Football League thi đấu cho Lincoln City. He played ở vị trí outside left. Ông cũng thi đấu tại Southern League cho Millwall Athletic, Watford và Fulham, và ở bóng đá non-league cho Hinckley Town và Coventry City.